# 莫循
莫循（1914年10月—1979年1月19日），原名张昭训，山东夏津人，中国新闻出版家，社会活动家。江西省政协原副主席（1955年－1966年）。

## 生平
1914年10月生于山东省夏津县城东前籽粒屯村人。1928年入读夏津第一高等小学。1930年入读济南山东省立第一中学。1931年九一八事变后与济南同学赴南京请愿，遭到韓復榘政府多方阻挠。莫循参加集体卧轨抗议活动。1936年考入北京大学史学系，同年加入中华民族解放先锋队，任北京大学学生会执委。1937年七七事变爆发后，随北大南迁至湖南长沙。1938年春，由八路军驻武汉办事处派往鲁西北抗日游击司令部机关工作，和齐燕铭在聊城创办《抗战日报》。1938年4月加入中国共产党。此后历任冀南《平原日报》编辑，《冀南日报》总编辑、社长，中共冀南区委宣传部副部长，中共中央平原分局宣传部教育科科长，《冀鲁豫日报》社社长、总编辑，兼任新华书店经理，《中原日报》副总编辑。1949年中华人民共和国成立后，历任《江西日报》社社长、总编辑，兼江西省教育厅副厅长，中共江西省委宣传部副部长、部长，江西省第一、二、三届政协副主席。1956年是中共八大代表。文化大革命中遭到迫害。1972年后，任江西省革命委员会文教办公室主任、党组书记。1979年1月19日在南昌病逝，终年65岁。